# オーカデス (客船・2代)
オーカデス (Orcades) はオリエント汽船の客船。
外観や内部は先に建造された同社の「オライオン」とほぼ同じだが、若干の改正がなされている。総トン数23456トン、全長664フィート11インチ、幅83フィート10インチ、深さ47フィート6インチであった。主機はパーソンズ式一段減速ギヤードタービン2基で24000軸馬力、速力21ノット。乗客定員は一等463名、ツーリストクラス605名であった。
1936年12月1日に進水したが、その後停泊場所へ曳航される際に使われていない木星の桟橋に衝突してそれを破壊したり、座礁したりした。1937年7月初めに工事は完了。7月15日にTilburyに着き、そこでオリエント汽船に引き渡された。その後サウサンプトンへ移動し、そこから地中海への処女航海に出発した。それから戻った後はオーストラリアへの航海などを行っている。
第二次世界大戦では兵員輸送船となり、1939年9月5日に船団に属してクライド川より出航し、兵員などをアレクサンドリアへ運んだ。帰路、ジブラルタル湾で貨物船「Makalla」と接触した。イギリスへ戻ると今度はオーストラリアへ向かい、そこからの兵員輸送に従事した。1940年1月10日に「オーカデス」と「Otranto」、「Orford」、「Strathnaver」はシドニーより出航し、ニュージーランドからの船団と合流した。この船団はUS1という。アデンで船団は2つに分かれ、「オーカデス」の属する方は2月12日にスエズ湾に着いた。「オーカデス」は同様の船団US4にも加わっている。
1941年10月30日、「オーカデス」は兵員を乗せてマージー川より出航。ハリファックスへ向かい、そこで兵員を降ろした。そこから兵士はアメリカ船でシンガポールへ向かい、「オーカデス」はリバプールに戻った。12月6日に「オーカデス」は出航して喜望峰周りでスエズへ向かい、そこでオーストラリア軍を乗せてシンガポールへ向かったが、行き先はスマトラ島南端のOosthavenに変更され、1942年2月15日に到着した。しかし、日本軍の進攻により「オーカデス」はバタビアへ移動し、そこでオーストラリア兵を降ろした。「オーカデス」は司令部の人員、看護婦、避難民や戦艦「プリンス・オブ・ウェールズ」、巡洋戦艦「レパルス」の生存者を乗せてバタビアを離れるとコロンボへ向かい、2月27日に到着した。そこで乗船者を降ろすと、オーストラリアやニュージーランド、パナマ運河を経由して5月11日にグリーノックに着いた。
中東への航海の帰路、1942年10月10日に護衛なしで航行中であった「オーカデス」はケープタウンの南西約220浬でドイツ潜水艦「U172」の雷撃を受け、左舷に3本の魚雷が命中した。ボイラーやエンジンには被害はなく、まず乗船者や必要のない乗員が救命艇に乗せて降ろされたが、その際1隻のボートがひっくり返り、38名の死者が出てた。それから、船長Fox以下52名は「オーカデス」をケープタウンへ向かわせたが、再び「U172」の雷撃を受けて右舷に魚雷3本が命中し、「オーカデス」は沈没した。生存者はポーランド船「Narwik」に救助された。死者は計45名であった。